# Chemotronică
Chemotronica este domeniul de intersectie diintre chimie si electronică preocupat de senzori (electro)chimici. Unul dintre fondatori este chimistul Alexandru Naum Frumkin.